# Campionati del mondo di atletica leggera indoor 2024 - 60 metri piani femminili
La gara dei 60 metri piani femminili dei campionati del mondo di atletica leggera indoor 2024 si svolge l'1 e il 2 marzo.

## Podio
| Pos.    | Atleta        | Nazionalità | Tempo |
| ------- | ------------- | ----------- | ----- |
| Oro     | Julien Alfred | Saint Lucia | 6"98  |
| Argento | Ewa Swoboda   | Polonia     | 7"00  |
| Bronzo  | Zaynab Dosso  | Italia      | 7"05  |

## Situazione pre-gara

### Record
Prima di questa competizione, il record del mondo e il record dei campionati erano i seguenti.
| Record                | Prestazione | Atleta                  | Data e luogo                                                   | Competizione                     |
| --------------------- | ----------- | ----------------------- | -------------------------------------------------------------- | -------------------------------- |
| Record mondiale       | 6"92        | Irina Privalova Russia  | 18 febbraio 1993 Madrid, Spagna 9 febbraio 1995 Madrid, Spagna |                                  |
| Record dei campionati | 6"95        | Gail Devers Stati Uniti | 12 marzo 1993 Toronto, Canada                                  | Campionati del mondo indoor 1993 |

### Campionessa in carica
La campionessa mondiale in carica è:
| Campionessa     | Atleta                     | Prestazione | Data e luogo                   | Competizione                     |
| --------------- | -------------------------- | ----------- | ------------------------------ | -------------------------------- |
| Mondiale indoor | Mujinga Kambundji Svizzera | 6"96        | 18 marzo 2022 Belgrado, Serbia | Campionati del mondo indoor 2022 |

### La stagione
Prima di questa gara, le atlete con le migliori tre prestazioni dell'anno erano:
| Pos. | Atleta                    | Prestazione | Data e luogo                           |
| ---- | ------------------------- | ----------- | -------------------------------------- |
| 1    | Julien Alfred Saint Lucia | 6"99        | 11 febbraio 2024 New York, Stati Uniti |
| 2    | Ewa Swoboda Polonia       | 7"01        | 6 febbraio 2024 Toruń, Polonia         |
| 3    | Zaynab Dosso Italia       | 7"02        | 6 febbraio 2024 Toruń, Polonia         |

## Risultati

### Batterie di qualificazione
Le batterie di qualificazione si sono tenute il 2 marzo a partire dalle ore 11:20.
Passano alle semifinali le prime tre atlete di ogni batteria (Q) e le successive tre atlete più veloci (q).

#### Batteria 1
| Pos | Corsia | Atleta                            | Nazionalità    | Tempo       | Note                                     |
| --- | ------ | --------------------------------- | -------------- | ----------- | ---------------------------------------- |
| 1   | 5      | Géraldine Frey                    | Svizzera       | 7"15 (.143) | Q                                        |
| 2   | 6      | Anthonique Strachan               | Bahamas        | 7"24 (.234) | Q                                        |
| 3   | 3      | Maria Isabel Pérez                | Spagna         | 7"29 (.285) | Q                                        |
| 4   | 4      | Vitoria Cristina Rosa             | Brasile        | 7"32 (.314) | Miglior prestazione personale stagionale |
| 5   | 7      | Monika Weigertová                 | Slovacchia     | 7"35 (.343) |                                          |
| 6   | 2      | Anais Valentina Hernández Alegría | Cile           | 7"48        |                                          |
| 7   | 1      | Macarena Gimenez                  | Paraguay       | 7"59        |                                          |
| 8   | 8      | Jovita Arunia                     | Isole Salomone | 8"19        | Record nazionale                         |

#### Batteria 2
| Pos | Corsia | Atleta                | Nazionalità               | Tempo       | Note                          |
| --- | ------ | --------------------- | ------------------------- | ----------- | ----------------------------- |
| 1   | 4      | Ewa Swoboda           | Polonia                   | 7"02 (.020) | Q                             |
| 2   | 6      | Briana Williams       | Giamaica                  | 7"22 (.220) | Q                             |
| 3   | 3      | Boglárka Takács       | Ungheria                  | 7"23        | Q                             |
| 4   | 2      | Sade McCreath         | Canada                    | 7"30        |                               |
| 5   | 7      | Beyonce Defreitas     | Isole Vergini Britanniche | 7"44        |                               |
| 6   | 8      | Alessandra Gasparelli | San Marino                | 7"45        |                               |
| 7   | 5      | Ana Carolina Azevedo  | Brasile                   | 7"50 (.497) | Miglior prestazione personale |

#### Batteria 3
| Pos | Corsia | Atleta            | Nazionalità | Tempo       | Note |
| --- | ------ | ----------------- | ----------- | ----------- | ---- |
| 1   | 6      | Julien Alfred     | Saint Lucia | 7"02 (.017) | Q    |
| 2   | 5      | Mikiah Brisco     | Stati Uniti | 7"20 (.196) | Q    |
| 3   | 3      | N'Ketia Seedo     | Paesi Bassi | 7"24 (.238) | Q    |
| 4   | 7      | Karolína Maňasová | Rep. Ceca   | 7"27 (.268) |      |
| 5   | 4      | Magdalena Lindner | Austria     | 7"46 (.456) |      |
| 6   | 8      | Guadalupe Torrez  | Bolivia     | 7"50 (.497) |      |
| 7   | 2      | Aziza Sbaity      | Libano      | 7"56        |      |

#### Batteria 4
| Pos | Corsia | Atleta                  | Nazionalità       | Tempo       | Note                                     |
| --- | ------ | ----------------------- | ----------------- | ----------- | ---------------------------------------- |
| 1   | 4      | Rani Rosius             | Belgio            | 7"12 (.117) | Q                                        |
| 2   | 3      | Zoe Hobbs               | Nuova Zelanda     | 7"15 (.142) | Q                                        |
| 3   | 2      | Tristan Evelyn          | Barbados          | 7"17 (.168) | Q                                        |
| 4   | 5      | Melissa Gutschmidt      | Svizzera          | 7"26 (.252) |                                          |
| 5   | 6      | Michelle-Lee Ahye       | Trinidad e Tobago | 7"26 (.260) | Miglior prestazione personale stagionale |
| 6   | 7      | Lotta Kemppinen         | Finlandia         | 7"28        |                                          |
| 7   | 8      | Astrid Glenner-Frandsen | Danimarca         | 7"54        |                                          |

#### Batteria 5
| Pos | Corsia | Atleta                  | Nazionalità   | Tempo       | Note                                     |
| --- | ------ | ----------------------- | ------------- | ----------- | ---------------------------------------- |
| 1   | 4      | Gina Bass               | Gambia        | 7"15 (.144) | Q                                        |
| 2   | 5      | Celera Barnes           | Stati Uniti   | 7"15 (.146) | Q                                        |
| 3   | 3      | Magdalena Stefanowicz   | Polonia       | 7"26 (.258) | Q                                        |
| 4   | 7      | Polyniki Emmanouilidou  | Grecia        | 7"27 (.270) |                                          |
| 5   | 2      | Amy Hunt                | Gran Bretagna | 7"29 (.289) |                                          |
| 6   | 6      | Lorène Dorcas Bazolo    | Portogallo    | 7"33 (.322) |                                          |
| 7   | 8      | Danah Hussein           | Iraq          | 7"51        | Miglior prestazione personale stagionale |
| 8   | 1      | Marie-Charlotte Gastaud | Monaco        | 7"95        |                                          |

#### Batteria 6
| Pos | Corsia | Atleta                 | Nazionalità     | Tempo       | Note                                     |
| --- | ------ | ---------------------- | --------------- | ----------- | ---------------------------------------- |
| 1   | 3      | Zaynab Dosso           | Italia          | 7"10        | Q                                        |
| 2   | 5      | Shashalee Forbes       | Giamaica        | 7"17 (.162) | Q                                        |
| 3   | 4      | Delphine Nkansa        | Belgio          | 7"22 (.215) | Q                                        |
| 4   | 2      | Audrey Leduc           | Canada          | 7"22 (.216) | q                                        |
| 5   | 7      | Rosalina Santos        | Portogallo      | 7"32 (.320) |                                          |
| 6   | 6      | Viktória Forster       | Slovacchia      | 7"35 (.342) |                                          |
| 7   | 1      | Im Lan Loi             | Macao           | 7"46 (.460) | Miglior prestazione personale stagionale |
| 8   | 8      | Filomenaleonisa Iakopo | Samoa Americane | 8"44        | Miglior prestazione personale            |

#### Batteria 7
| Pos | Corsia | Atleta                  | Nazionalità                   | Tempo       | Note                          |
| --- | ------ | ----------------------- | ----------------------------- | ----------- | ----------------------------- |
| 1   | 3      | Aleia Hobbs             | Stati Uniti                   | 7"07        | Q                             |
| 2   | 5      | Patrizia van der Weken  | Lussemburgo                   | 7"12 (.112) | Q                             |
| 3   | 4      | Orlann Oliere           | Francia                       | 7"20 (.194) | Q                             |
| 4   | 2      | Jaël Bestué             | Spagna                        | 7"20 (.196) | q                             |
| 5   | 7      | Õilme Võro              | Estonia                       | 7"24 (.235) | q                             |
| 6   | 6      | Helene Rønningen        | Norvegia                      | 7"26 (.254) | Miglior prestazione personale |
| 7   | 1      | Ángela Gabriela Tenorio | Ecuador                       | 7"33 (.323) |                               |
| 8   | 8      | Zarinae Sapong          | Isole Marianne Settentrionali | 8"33        | Miglior prestazione personale |

### Semifinali
Le semifinali si sono tenute il 2 marzo a partire dalle ore 20:45.
Passano alla finale le prime due atlete di ogni batteria (Q) e le successive due atlete più veloci (q).

#### Semifinale 1
| Pos | Corsia | Atleta                 | Nazionalità | Tempo       | Note                          |
| --- | ------ | ---------------------- | ----------- | ----------- | ----------------------------- |
| 1   | 3      | Ewa Swoboda            | Polonia     | 6"98        | Q                             |
| 2   | 5      | Rani Rosius            | Belgio      | 7"12        | Q                             |
| 3   | 4      | Patrizia van der Weken | Lussemburgo | 7"13        | q                             |
| 4   | 6      | Celera Barnes          | Stati Uniti | 7"14 (.132) |                               |
| 5   | 2      | Boglárka Takács        | Ungheria    | 7"21 (.207) |                               |
| 6   | 8      | Audrey Leduc           | Canada      | 7"21 (.209) | Miglior prestazione personale |
| 7   | 1      | Maria Isabel Pérez     | Spagna      | 7"26        |                               |
| 8   | 7      | Anthonique Strachan    | Bahamas     | 7"36        |                               |

#### Semifinale 2
| Pos | Corsia | Atleta                | Nazionalità   | Tempo       | Note |
| --- | ------ | --------------------- | ------------- | ----------- | ---- |
| 1   | 4      | Aleia Hobbs           | Stati Uniti   | 7"04        | Q    |
| 2   | 5      | Zaynab Dosso          | Italia        | 7"05        | Q    |
| 3   | 6      | Zoe Hobbs             | Nuova Zelanda | 7"06        | q    |
| 4   | 2      | Tristan Evelyn        | Barbados      | 7"14 (.134) |      |
| 5   | 3      | Shashalee Forbes      | Giamaica      | 7"15        |      |
| 6   | 7      | Orlann Oliere         | Francia       | 7"18        |      |
| 7   | 8      | Jaël Bestué           | Spagna        | 7"24        |      |
| 8   | 1      | Magdalena Stefanowicz | Polonia       | 7"37        |      |

#### Semifinale 3
| Pos | Corsia | Atleta                   | Nazionalità | Tempo       | Note |
| --- | ------ | ------------------------ | ----------- | ----------- | ---- |
| 1   | 3      | Julien Alfred            | Saint Lucia | 7"03        | Q    |
| 2   | 4      | Mikiah Brisco            | Stati Uniti | 7"10        | Q    |
| 3   | 5      | Géraldine Frey           | Svizzera    | 7"16        |      |
| 4   | 2      | Briana Williams          | Giamaica    | 7"19        |      |
| 5   | 7      | Delphine Nkansa          | Belgio      | 7"21 (.207) |      |
| 6   | 6      | Gina Mariam Bass Bittaye | Gambia      | 7"21 (.208) |      |
| 7   | 8      | N'Ketia Seedo            | Paesi Bassi | 7"29        |      |
| 8   | 1      | Õilme Võro               | Estonia     | 7"31        |      |

### Finale
La finale si è tenuta il 2 marzo alle ore 21:49.
| Pos     | Corsia | Atleta                 | Nazionalità   | Tempo | Note                                    |
| ------- | ------ | ---------------------- | ------------- | ----- | --------------------------------------- |
| Oro     | 4      | Julien Alfred          | Saint Lucia   | 6"98  | Miglior prestazione mondiale stagionale |
| Argento | 5      | Ewa Swoboda            | Polonia       | 7"00  |                                         |
| Bronzo  | 3      | Zaynab Dosso           | Italia        | 7"05  |                                         |
| 4       | 8      | Zoe Hobbs              | Nuova Zelanda | 7"06  | Record oceaniano                        |
| 5       | 7      | Mikiah Brisco          | Stati Uniti   | 7"08  |                                         |
| 6       | 2      | Rani Rosius            | Belgio        | 7"14  |                                         |
| 7       | 1      | Patrizia van der Weken | Lussemburgo   | 7"15  |                                         |
| -       | 6      | Aleia Hobbs            | Stati Uniti   | dns   |                                         |